# نشاط وكالة الاستخبارات المركزية في ليبيا

## 1969
ركزت الاستنتاجات على الأشهر الستة بعد الانقلاب الذي أطاح بالملكية، وتقدر النتائج: "التطورات المحتملة في السياسة الليبية، لا سيما فيما يتعلق بالقضايا التي تؤثر على المصالح الأمريكية.
"إن القادة الشباب والملتزمين الذين استولوا على ليبيا قبل أربعة أشهر يريدون إزالة المنشآت العسكرية الأجنبية من ليبيا في أقرب وقت ممكن، وإن إخلاء القواعد بطريقة مرضية لليبيين لن يضمن علاقات جيدة بين ليبيا والولايات المتحدة، ولكن أي دولة أخرى فإن نتائج مجلس الأمن الثوري ستؤثر بشكل خطير على مصالح الولايات المتحدة، كما أن أعضاء مجلس قيادة الثورة مصممون بوضوح على تحديد الخط العربي المتشدد تجاه إسرائيل، ستتبع سياسات مماثلة. 
"غير ذلك، نحن نعرف القليل فيما يتعلق بسياسات مجلس قيادة الثورة، ويبدو أن هناك مصادر محتملة للانشقاق داخل المجموعة، بدون تأكيد من امتلاكها للسلطة وعدم وجود أهداف واضحة للسياسة المحلية، سيتم التخلص منها للبحث عن المشورة إلى والدول العربية الأخرى - وخاصة مصر، حيث يقوم فيها قادة المجلس بتطوير علاقات وثيقة.
قد حققت عمليات النفط في ليبيا صافي ميزان المدفوعات في الولايات المتحدة أكثر من 800 مليون دولار في عام 1968 ... وسوف يضغط مجلس قيادة الثورة بقوة، ونجح المجلس على زيادة دخله من النفط. ويبدو أن توطين إنتاج النفط ليس محتملا، إلا أنه لا يمكن استبعاده تماما، في التعامل مع شركات النفط، تمتلك ليبيا عددا من البطاقات العالية. 
من المحتمل أن يساهم المجلس في أحوال القضية العربية أكثر  بكثير من النظام الملكي. كما يمكن أن تنشئ وحدات رمزية للقوات في مصر وربما الأردن. وإذا رغبت مصر في ذلك، فإن مجلس قيادة الثورة ربما يوافق على جعل المطارات الليبية متاحة للطائرات المصرية. وعلى المدى الأطول، من الممكن السماح لطائرات الاستطلاع التي تسيطر عليها السوفييت في بعض الأحيان بالوصول إلى المرافق في ليبيا. وستستكشف الظروف التي يمكن أن تنشأ فيها مثل هذه الحالات الطارئة على نحو أكمل في نيا 11-6-70 «السياسات السوفياتية في حوض البحر الأبيض المتوسط» المقرر نشرها في الربع الأول من عام 1970 وطلبت بشكل صحيح وأجرت رحلات جوية وزيارات للموانئ بواسطة السوفييت ومن شبه المؤكد أن يكون مسموح بها؛ إلا أننا نشك في أن الليبيين سيعطيون اتحاد الجمهوريات الاشتراكية السوفياتية إمكانية الوصول إلى المنشآت العسكرية في ليبيا على أي شيء يتجاوز الحدود الإقليمية. انظر للحصول على تفاصيل إضافية.

## 1981
من النتائج العالمية التي صدرت في عام 1981 أوامر لوكالة الاستخبارات المركزية باتخاذ إجراءات ضد معمر القذافي الذي يعتقد أنه يوزع أسلحة للإرهابيين في جميع أنحاء أوروبا وأفريقيا. 

## 2005

### تحليل الاستخبارات
وصف بورتر جوس في بيان لجنة الاستخبارات في مجلس الشيوخ وضع ليبيا بأنها قصة نجاح في منع الانتشار النووي وقال جوس إن ليبيا اتخذت بحلول نهاية عام 2004 عددا من الخطوات الهامة التي وعدت بها: 
- تفكيك العناصر الرئيسية لبرنامجها للأسلحة النووية وفتح ذراعيها للوكالة الدولية للطاقة الذرية.
- التخلي عن بعض الأصول الحربية الكيميائية الرئيسية وفتح برنامجها السابق للأسلحة الكيميائية للتدقيق الدولي. 
- وبعد أن كشفت ليبيا عن مخزونات سكود وجهود البحث والتطوير في مجال الصواريخ البالستية والصواريخ كروز في عام 2003، اتخذت خطوات هامة للالتزام بالتزامها بتحديد صواريخها على عتبة المدى البالغ 300 كيلومتر من نظام تحكم تكنولوجيا القذائف. 

وواصلت الولايات المتحدة العمل مع ليبيا لتوضيح بعض التناقضات في البيان.

## الحرب الأهلية الليبية
بعد أن أطاحت حركة الربيع العربي بحكام تونس ومصر وجيرانها إلى الغرب والشرق على التوالي، كانت ليبيا قد اندلعت فيها ثورة كبرى في فبراير / شباط 2011. وردا على ذلك، أرسلت إدارة أوباما في قسم العمليات الخاصة لشعبة الأنشطة الخاصة التابعة لوكالة الاستخبارات المركزية الأمريكية لتقييم الوضع وجمع المعلومات عن قوات المعارضة.
خلال المراحل الأولى من الهجوم الجوي الليبي، ساعدت القوات الليبية عناصر شبه عسكرية في اصلاح طيارة سلاح الجو الأمريكية التي تحطمت بسبب مشاكل ميكانيكية. وكانت هناك أيضا تكهنات في صحيفة واشنطن بوست بأن الرئيس أوباما أصدر نتيجة عمل سرية في مارس 2011 إذن لوكالة المخابرات المركزية ببذل جهد سري لتوفير الأسلحة ودعم للمعارضة الليبية. 
تم إطاحة معمر القذافي في نهاية المطاف في الحرب الأهلية الليبية. 